# صقر قريش (مسلسل)
صقر قريش مسلسل تلفزيوني تاريخي عربي سوري؛ من تأليف وليد سيف وإخراج حاتم علي، أُنتج في 2002. تم اقتباس المسلسل عن رواية بعنوان النار و العنقاء من تأليف الكاتب نفسه وهو المسلسل الأول في سلسلة ثلاثية الأندلس التي تحكي عن تاريخ المسلمين في الأندلس بدءاً من نشأة الخلافة الأموية فيها. تلاه مسلسلا ربيع قرطبة، وملوك الطوائف ولا تتصل هذه المسلسلات الثلاثة إلا في تغطيتها لفترات متعاقبة من التاريخ الأندلسي.
يقدم المسلسل رؤية متكاملة لحال الدولة الإسلامية في بدء أيام الأمويين في الأندلس، والارتباط العميق بالمشرق العربي الذي أصبح تحت سيطرة العباسيين، كما أنه يقدم رؤية لتفاصيل نشأة الدولة العباسية، فالمسلسل يتحدث عن نشأة دولتين، وعن مرحلة انتقالية وتأسيسية كبيرة في التاريخ الإسلامي.

## قصة المسلسل
يحكي المسلسل قصة حياة عبد الرحمن الداخل بن معاوية بن هشام، حفيد عاشر الخلفاء الأمويين ومؤسس الدولة الأموية في الأندلس، حيث يروي الأحداث بدءًا من طفولته في دمشق في فترة حكم جده هشام بن عبد الملك، آخر الخلفاء الأقوياء من بني أمية، وصولًا إلى تأسيسه الخلافة الأموية في الأندلس.
تبدأ القصة في فترة حكم هشام بن عبد الملك، حيث يواجه عبد الرحمن الداخل الصراع بين العباسيين والأمويين. مع تصاعد قوة الدعوة العباسية في الشرق، وتفكك الخلافة الأموية في الشام بعد تولي الوليد بن يزيد الخلافة، تبدأ الدولة الأموية في الانهيار، وتزداد التوترات بين بني أمية، وتتصاعد المؤامرات السياسية داخل البلاط الأموي. يحاول هشام أن يضمن ولاية العهد لابنه معاوية بدلاً من ابن أخيه الوليد، لكنه يتعرض لضغوط داخلية من أجل الحفاظ على استقرار الدولة.
مع وفاة معاوية وهشام، يواجه عبد الرحمن الداخل تحديات كبيرة بعد سقوط الدولة الأموية في الشام، خاصة بعد مقتل آخر الخلفاء الأمويين مروان بن محمد. يصبح أمراء بني أمية مطاردين، وعبد الرحمن، الذي كان لا يزال شابًا، يضطر للفرار مع عائلته وتابعيه هربًا من العباسيين. تتصاعد معاناته خلال رحلته، حيث يترك أخته وابنه في محاولة يائسة للهروب، ليشعر بثقل الوحدة والخذلان. في النهاية، يلجأ عبد الرحمن إلى الهروب سباحة عبر نهر الفرات مع أخيه وتابعه بدر، حيث يتعرض لخيانة عندما يُعطى الأمان، ليقتل أخوه على ضفة النهر بعد أن وقع في فخ الخداع.
بعد أن ينجو عبد الرحمن، يجد ملجأً لدى أخواله البربر، حيث يلتقي هناك خالته التي تعترف به وتدعم دعوته. يبدأ عبد الرحمن في بناء قوته في المغرب، ويقرر إرسال تابعه بدر إلى الأندلس لتقديم نفسه في الساحة السياسية. في الأندلس، حيث كانت تتبع الدولة الأموية بالاسم فقط، يبدأ عبد الرحمن الداخل بتأسيس سلطته هناك ويُعلن نفسه أول خليفة أموي في الأندلس. يحقق عبد الرحمن العديد من الانتصارات السياسية والعسكرية، ويعيد بناء الدولة الأموية، مستعيدًا أفراد عائلته الناجين، بما فيهم ابنه سليمان وأبناء إخوته. 
تتوالى الأحداث في حياة عبد الرحمن الداخل، حيث يُظهر المسلسل تطور شخصيته من أمير شاب طموح إلى حاكم يشك في ولاء كل من حوله. ينشأ توتر داخلي في حكمه عندما يعزل بدر، الذي أصبح وزيرًا، ويتخذ قرارات قاسية ضد عائلته المقربة، بما في ذلك إعدام ابني أخيه بعد أن تحرّضا على الفتنة. مع مرور الوقت، يتحول عبد الرحمن إلى شخصية منعزلة ووحيدة، يسعى لتحويل الأندلس إلى نسخة أخرى من الشام، ويواجه صراعًا داخليًا يجعله يفقد الثقة في الجميع.

## طاقم التمثيل
البطولة:
- جمال سليمان: عبد الرحمن الداخل.
- أمل عرفة: زينب.
- سلاف فواخرجي: حلل.
- محمد مفتاح: بدر.
- باسم ياخور: أبو مسلم الخراساني.
- ممثلون آخرون:
- تيم حسن: الوليد بن يزيد.
- سلمى المصري: زوجة يوسف الفهري.
- فايز أبو دان: أبو العباس السفاح.
- حسن الجندي: يوسف الفهري.
- محمد خير الجراح: عياض بن مسلم.
- حسن عويتي: أبو شجاع.
- ناصر وردياني: سليمان بن كثير الخزاعي.
- رياض وردياني: أبو سلمة الخلال.
- علي مدراتي: لاهز بن قريظ
- محمود خليلي: عبد الله بن علي العباسي.
- محمد مجد: أبو الصباح اليحصبي.
- بسام لطفي: خالد القسري.
- عبد الرحمن حمود: إبراهيم بن محمد.
- ياسين أحجام: جوشن بن الصميل.
- محمود جركس: أبو النجم الطائي.
- إسكندر عزيز: مسلمة بن عبد الملك.
- محمد عاطفي: الوليد بن معاوية.
- مكسيم خليل: عبيد الله بن أبان بن معاوية.
- حسن الصقلي: عبد الله بن عثمان.
- رامز عطا الله: نصر بن سيار الكناني.
- محمد الطيب: يزيد بن الوليد.
- فادي صبيح: بلج بن بشر القشيري.
- كفاح الخوص: المغيرة بن الوليد بن معاوية.
- محمد الحريري: سليمان بن هشام.
- عبد الرحيم بركاش: عبد الملك المرواني
- يوسف المقبل: جرير بن يزيد.
- نضير لكود: أبان بن معاوية.
- عبد الكريم القواسمي: عبد الملك بن قطن الفهري.
- هشام هنيدي: أبو الخطار الكلبي.
- هيما إسماعيل - سهام أسيف - غسان عزب - إدريس الروخ - محمد بسطاوي - عبد الله العمراني - ناندا محمد - سوزان سكاف - مفيد أبو حمدة - صبحي الرفاعي - محمد خيي - جمال العبابسي - هلال عبد اللطيف - عمر العزوزي.
- ضيوف الشرف:[6]
- خالد تاجا: هشام بن عبد الملك.
- رفيق سبيعي: محمد بن علي.
- ليلى جبر: جلنار بنت أبي النجم.
- غسان مسعود: الصميل بن حاتم.
- زهير عبد الكريم: أبو جعفر المنصور.
- جلال شموط: أبو زيد بن يوسف الفهري.
- سامر المصري: شقنة.
- رنا جمول: أم عبد الرحمن الداخل.
- شكران مرتجى أم الحكم بنت معاوية.
- ثريا جبران: خالة عبد الرحمن الداخل.

## وصلات خارجية
- صفحة المسلسل على موقع السينما كوم.
- لقاء مع الكاتب وليد سيف.